# Вурнер, Элизабет
Элизабет Вурнер (нидерл. Elisabeth Woerner, род. 8 марта 1990) — голландская спортсменка, гребчиха, призёр чемпионата мира по академической гребле 2013, 2014, 2015 года, а также чемпионата Европы по академической гребле 2016 года.

## Биография
Элизабет Вурнер родилась 8 марта 1990 года в городе Амстердам, провинция Северная Голландия. Тренируется в Роттердаме на базе клуба — «A.R.S.R. Skadi». Профессиональную карьеру гребца начала с 2009 года. Обучалась в Амстердамском свободном университете на медицинском факультете по специальности хирургия.
Первым соревнованием международного уровня, на котором Вурнер приняла участие, был чемпионат мира по академической гребле до 23 лет, проходивший в 2009 году в чешском городе Рачице. В финальном заплыве четвёрок с рулевым голландские гребчихи с результатом 06:39.630 финишировали четвёртыми.
На чемпионате мира по академической гребле 2013 года в Чхунджу, Вурнер была включена в состав голландской четвёрки в лёгком весе. В финальном заплыве с результатом 06:49.800 голландские гребчихи завоевали золотую медаль, финишировав первыми, обогнав при этом соперниц из США (06:54.220 — 2е место) и Италии (06:57.060 — 3е место).
В следующем году во время чемпионата мира по академической гребле 2014 в Амстердаме Вурнер с командой выиграла ещё один комплект золотых наград и установила новый мировой рекорд времени. В финальном заплыве четвёрок в лёгком весе голландские гребчихи с результатом 06:15.95 обогнали соперниц из Австралии (06:19.540 — 2е место) и Германии (06:22.790 — 3е место).
Бронзовая медаль в активе Вурнер была добыта на чемпионате мира по академической гребле 2015 года в Эгбелет-ле-Лак. В финальном заплыве четвёрок с рулевым голландские гребчихи с результатом 06:28.270 финишировали третьими, уступив первенство соперницам из Великобритании (06:27.070 — 2е место) и Германии (06:25.100 — 1е место).
В 2016 году во время чемпионата Европы по академической гребле в Бранденбурге Вурнер выступала в категории лёгкий вес одиночки. В финальном заплыве с результатом 8.37,050 она заняла третье место, уступив первенство соперницам из Дании (8.32,540 — 2е место) и Германии (8.26,750 — 1е место).
На сегодняшний день Вурнер больше всего времени уделяет велоспорту и работает над тем, чтобы стать профессиональной велогонщицей. В 2017 году дебютировала на соревнованиях Red Kook Criterium, что проходили в Лондоне, финишировав десятой.